# Ronde van Italië 2023/Elfde etappe
De elfde etappe van de Ronde van Italië 2023 werd verreden op 17 mei. Winnaar van deze etappe was Pascal Ackermann.

## Koersverloop
De kopgroep van de dag ontstond deze etappe snel. De volgende renners waren mee in de vlucht: Thomas Champion, Diego Pablo Sevilla, Filippo Magli, Laurenz Rex, Alexander Konysjev en Veljko Stojnić. Het zestal renners hield lang stand vooraan aan de koers. Twintig kilometer voor de finish bleef Rex alleen over aan de kop van de wedstrijd. Met zo'n zes kilometers voor de finish werd ook hij ingerekend door het peloton. 
Op 65 kilometer voor de aankomst was er een valpartij, hierbij waren meerdere favorieten voor het eindklassement betrokken. Waaronder INEOS renners Geraint Thomas en Tao Geoghegan Hart. Voor Geoghegan Hart had deze val te veel schade aangericht en moest zodoende de Ronde van Italië verlaten.
Door een valpartij kort voor de finish bleef er nog een kleine groep renners over die gingen sprinten voor de eindzege. Toen de sprinters de laatste bocht door waren zette Mads Pedersen als eerste de sprint aan. Mark Cavendish wist hier met enige snelheid overheen te komen en lang leek het erop dat hij de etappe zou winnen. Als volgt kwam de Duitser Pascal Ackermann naast Cavendish. Wat er voor zorgde dat de drie genoemde renners zowaar naast elkaar reden naar de eindstreep. Toen kwam Jonathan Milan over de drie renners heen, met veel snelheid. Bij de finish stak Ackermann als eerste zijn handen zelfverzekerd in de lucht. Ondanks dat was het nog onduidelijk of hij daadwerkelijk had gewonnen, of te vroeg had gejuicht. Milan was de andere kandidaat voor de eindzege. Na het bekijken van de fotofinish werd duidedlijk dat Ackermann het bij het juiste eind had. Hij won de etappe en boekte hiermee zijn 39 professionele zege. Dit was tevens zijn eerste zege van het seizoen.

## Uitslagen
| Camaiore - Tortona (213 km) |                   |                          |          |
| Plaats                      | Naam              | Ploeg                    | tijd     |
| Winnaar                     | Pascal Ackermann  | UAE Team Emirates        | 5u09'02" |
| 2                           | Jonathan Milan    | Bahrain-Victorious       | z.t.     |
| 3                           | Mark Cavendish    | Astana Qazaqstan Team    | z.t.     |
| 4                           | Mads Pedersen     | Trek-Segafredo           | z.t.     |
| 5                           | Stefano Oldani    | Alpecin-Deceuninck       | z.t.     |
| 6                           | Vincenzo Albanese | EOLO-Kometa              | z.t.     |
| 7                           | Marius Mayrhofer  | Team DSM                 | z.t.     |
| 8                           | Davide Ballerini  | Soudal-Quick Step        | z.t.     |
| 9                           | Simone Consonni   | Cofidis                  | z.t.     |
| 10                          | Arne Marit        | Intermarché-Circus-Wanty | z.t.     |

| Algemeen klassement |                        |                    |           |
| Plaats              | Naam                   | Ploeg              | Tijd      |
| Roze trui           | Geraint Thomas         | INEOS Grenadiers   | 44u35'35" |
| 2                   | Primož Roglič          | Jumbo-Visma        | + 02"     |
| 3                   | João Almeida           | UAE Team Emirates  | + 22"     |
| 4                   | Andreas Leknessund     | Team DSM           | + 35"     |
| 5                   | Damiano Caruso         | Bahrain-Victorious | + 1'28"   |
| 6                   | Lennard Kämna          | BORA-hansgrohe     | + 1'52"   |
| 7                   | Eddie Dunbar           | Team Jayco AlUla   | + 2'32"   |
| 8                   | Thymen Arensman        | INEOS Grenadiers   | z.t.      |
| 9                   | Laurens De Plus        | INEOS Grenadiers   | + 2'36"   |
| 10                  | Aurélien Paret-Peintre | AG2R-Citroën       | + 2'48"   |

## Opgaven
Er zijn deze etappe in totaal 10 opgaven gemeld. Het totale aantal komt daardoor op 36.
Niet gestart
Louis Vervaeke (Soudal-Quick Step)
Jan Hirt (Soudal-Quick Step)
Mattia Cattaneo (Soudal-Quick Step)
Josef Černý (Soudal-Quick Step)
Andrea Vendrame (AG2R-Citroën)
Jonathan Caicedo (EF Education-EasyPost)
Stefano Gandin (Team Corratec-Selle Italie)
Natnael Tesfatsion (Trek-Segafredo)
Niet gefinisht
Tao Geoghegan Hart (INEOS Grenadiers)
Óscar Rodríguez (Movistar Team)
1e etappe ·
2e etappe ·
3e etappe ·
4e etappe ·
5e etappe ·
6e etappe ·
7e etappe ·
8e etappe ·
9e etappe ·
10e etappe ·
11e etappe ·
12e etappe ·
13e etappe ·
14e etappe ·
15e etappe ·
16e etappe ·
17e etappe ·
18e etappe ·
19e etappe ·
20e etappe ·
21e etappe
Startlijst · Eindstanden · Afbeeldingen